# Dharambir Singh
Dharambir Singh (Hindi धर्मबीर सिंह; * 10. Dezember 1990 in Haryana) ist ein ehemaliger indischer Leichtathlet, der sich auf den Sprint spezialisiert hat.

## Sportliche Laufbahn
Erste internationale Erfahrungen sammelte Dharambir Singh im Jahr 2010, als er bei den Commonwealth Games in Neu-Delhi mit 21,20 s im Viertelfinale im 200-Meter-Lauf ausschied. Anschließend kam er bei den Asienspielen in Guangzhou mit 21,52 s nicht über den Vorlauf über 200 Meter hinaus. 2015 gewann er bei den Asienmeisterschaften in Wuhan in 20,66 s die Bronzemedaille hinter dem Katarer Femi Ogunode und Fahhad Mohammed al-Subaie aus Saudi-Arabien. Im Juli 2016 stellte er mit 20,45 s einen neuen indischen Landesrekord über 200 Meter auf und qualifizierte sich damit für die Olympischen Spiele in Rio de Janeiro. Kurz vor den Spielen gab er einen positiven Dopingtest ab und wurde vom indischen Verband mit einer achtjährigen Dopingsperre belegt und seine Resultate ab Juli 2016 annulliert.
2012 wurde Singh indischer Meister im 200-Meter-Lauf.

## Persönliche Bestzeiten
- 100 Meter: 10,55 s (+0,2 m/s), 10. Februar 2015 in Thiruvananthapuram
- 200 Meter: 20,66 s (+1,0 m/s), 7. Juni 2015 in Wuhan